# Большой Татарский переулок
Большо́й Тата́рский переу́лок — улица в центре Москвы в Замоскворечье между Озерковской набережной и улицей Бахрушина.

## История
Назван в конце XIX века по соседней Большой Татарской улице. Прежнее название — Знаменский переулок по церкви Знамения Пресвятой Богородицы (не сохранилась).

## Описание
Большой Татарский переулок начинается от Озерковской набережной напротив пешеходного Зверева моста через Водоотводный канал и Садовнического переулка, проходит на запад, слева к нему примыкает Татарская улица, а справа — Большая Татарская, выходит на улицу Бахрушина.

## Здания и сооружения
По нечётной стороне:
По чётной стороне:
- № 4/8 — поликлиника № 51 ЦАО.

## См.также
- Татарская слобода Москвы
- Татарская улица
- Малый Татарский переулок